# L'Jarius Sneed
L'Jarius Sneed (Minden, Luisiana, 21 de enero de 1997) es un jugador profesional estadounidense de fútbol americano que se desempeña en la posición de cornerback en los Tennessee Titans, equipo de la National Football League (NFL).

## Carrera
Fue seleccionado en la cuarta ronda en la Reunión Anual de Selección de Jugadores de la NFL de 2020. Hizo su debut profesional con el equipo Kansas City Chiefs, donde jugó cuatro temporadas, fue traspasado a los Tennessee Titans en 2024.